# فيليكس كوريا
فيليكس كوريا (مواليد 22 يناير 2001) هو لاعب كرة قدم برتغالي يلعب في نادي يوفنتس للشباب في مركز الهجوم.

## روابط خارجية
- فيليكس كوريا على موقع قاعدة بيانات كرة القدم.إي يو (الإنجليزية)
- فيليكس كوريا على موقع Soccerway.com (الإنجليزية)